# Sebastián Piñera
Sebastián Piñera, punim imenom Miguel Juan Sebastián Piñera Echenique (Santiago, 1. prosinca 1949. – Lago Ranco, 6. veljače 2024.) bio je čilenaski političar, ekonomist, inženjer i poduzetnik.

## Obitelj
Osmo je dijete iz braka José Piñera Carvallo, diplomata, inženjera i političara i Magdalene Echenique Rozas. Rođen je 1. prosinca 1949. u čilskoj prijestolnici Santiagu. Ima baskijske i kantabrijske korijene. Nećak je najstarijeg živućeg biskupa Katoličke Crkve, Bernardina Piñere.
U prosincu 1973. oženio se Ceciliom Morel, susjedom u Aveniji Ameriga Vespucija u Santiagu. Zajedno imaju četvero djece, dvije kćeri (Magdalena i Cecilia) i dva sina (Sebastián i Cristóbal).

## Obrazovanje
Godinu nakon njegova rođenja, obitelj se seli u Belgiju i kasnije u New York City, gdje njeov otac obnaša dužnost čileanskog veleposlanika pri Ujedinjenim narodima. Godine 1955. vratio se u Čile te 1967. maturirao.
Na Pontifikalnom katoličkom sveučilištu diplomirao je 1971. poslovno inženjerstvo. Kao najbolji student na tom studiju sveučilište mu je uručilo Nagradu Raúl Iver Oxley.
Svoje visoko obrazovanje nastavio je na Harvardu, gdje je pohađao poslijediplomski studij ekonomije. Nakon tri godine obranio je magisterij i doktorat.
Nakon doktorata, između 1971. i 1988. radio je kao profesor ekonomije na Čilskom sveučilištu, Pontifikalnom katoličkom sveučilištu i privatnom Sveučilištu Adolfo Ibáñez. Godine 1972. predavao je kao gostujući predavač u Poslovnoj školi Valparaiso.

## Popularna kultura
Američki glumac Bob Gunton portretirao je Piñeru u filmu o rudarskoj nesreći iz 2010. naslovljenom 33.

## Vanjske poveznice
- Službeni profil  Arhivirana inačica izvorne stranice od 22. prosinca 2017. (Wayback Machine) na stranicama čileanske vlade